# Емблема Судану
Герб Судану — один з офіційних символів Судану.

## Опис
Сучасний герб Судану був прийнятий у 1969 році. Щит із зображенням птаха-секретаря походить з часів Мухамеда ібн Абдула (1844—1885 рр.) — правителя Судану, який проголосив себе Махді (1881 р.).
На гербі зображено два сувої: верхній з національним девізом An-nasr lana араб. النصر لنا — An-nasr lana (укр. «Перемога за нами»), а нижній з назвою держави — араб. جمهورية السودان — Jumhuriyat as-Sudan (укр. «Республіка Судан»)
Герб також є на зображенні президентської печатки і в золотому кольорі прикрашає прапор президента Судану, а також фігурує на автомобілі президента та на його резиденції.
Птах-секретар був вибраний як суданський варіант Орла Саладіна чи Яструба Курайша, які присутні на емблемах деяких арабських держав і асоціюються з арабським націоналізмом.

## Історія
З 1956 по 1969 роки використовувалась інша емблема. На ній був зображений носоріг, що замикався в колі двома пальмами та оливковими галузками. Під носорогом був сувій з назвою держави: араб. جمهورية السودان — Jumhuriyat as-Sudan (укр. «Республіка Судан»).